# 三分场站
三分场站是位于内蒙古自治区通辽市科尔沁左翼中旗珠日和牧场三分场的一个铁路车站，邮政编码29327。车站建于1980年，有通霍铁路经过该站，现不办理客货运业务，车站及上下行区间均未电气化。车站距离通辽站99公里，隶属沈阳铁路局，是五等站。